# Rodrigo Nehme
Rodrigo Vázquez Nehme (22 de agosto de 1982), conocido como Rodrigo Nehme, es un actor mexicano, dado a conocer por su participación en la telenovela Rebelde.

## Biografía
Rodrigo Nehme nació en 1982 en la Ciudad de México.Comenzó como modelo a los 17 años. Su primera participación en televisión fue en el programa "Club4tv" donde conducía la sección de cocina del programa de revista diariamente. Después estudió en el Centro de Educación Artística de Televisa.
Rodrigo se dio a conocer por su personaje de Nico en la telenovela Rebelde. En 2010 interpretó el rol de Lorenzo en la novela Mar de amor.

## Trayectoria

### Telenovelas
- 2009-2010 - Mar de amor - Lorenzo Garaban
- 2004 - Rebelde - Nicolás "Nico" Huber

### Series
- 2009 - Los reyes del casco
- 2008 - María de todos los Ángeles
- 2007 - Ugly Betty - Dick Ayala
- 2007 - Estilos
- 2007 - Decisiones
- 2007 - Mujer, La Serie
- 2006 - Mujer, casos de la vida real - 10 episodios
- 2006 - Las Vecinas
- 2006 - Che-k-T-esto
- 2005 - Celebremos México

- 2002 - El Club
- 2001 - AMD